# Tikhovódnoie
Tikhovódnoie (en rus: Тиховодное) és un poble del krai de Primórie, a l'Extrem Orient de Rússia, que en el cens del 2010 tenia 66 habitants. Pertany al districte rural de Txernígovski.